# Windlach

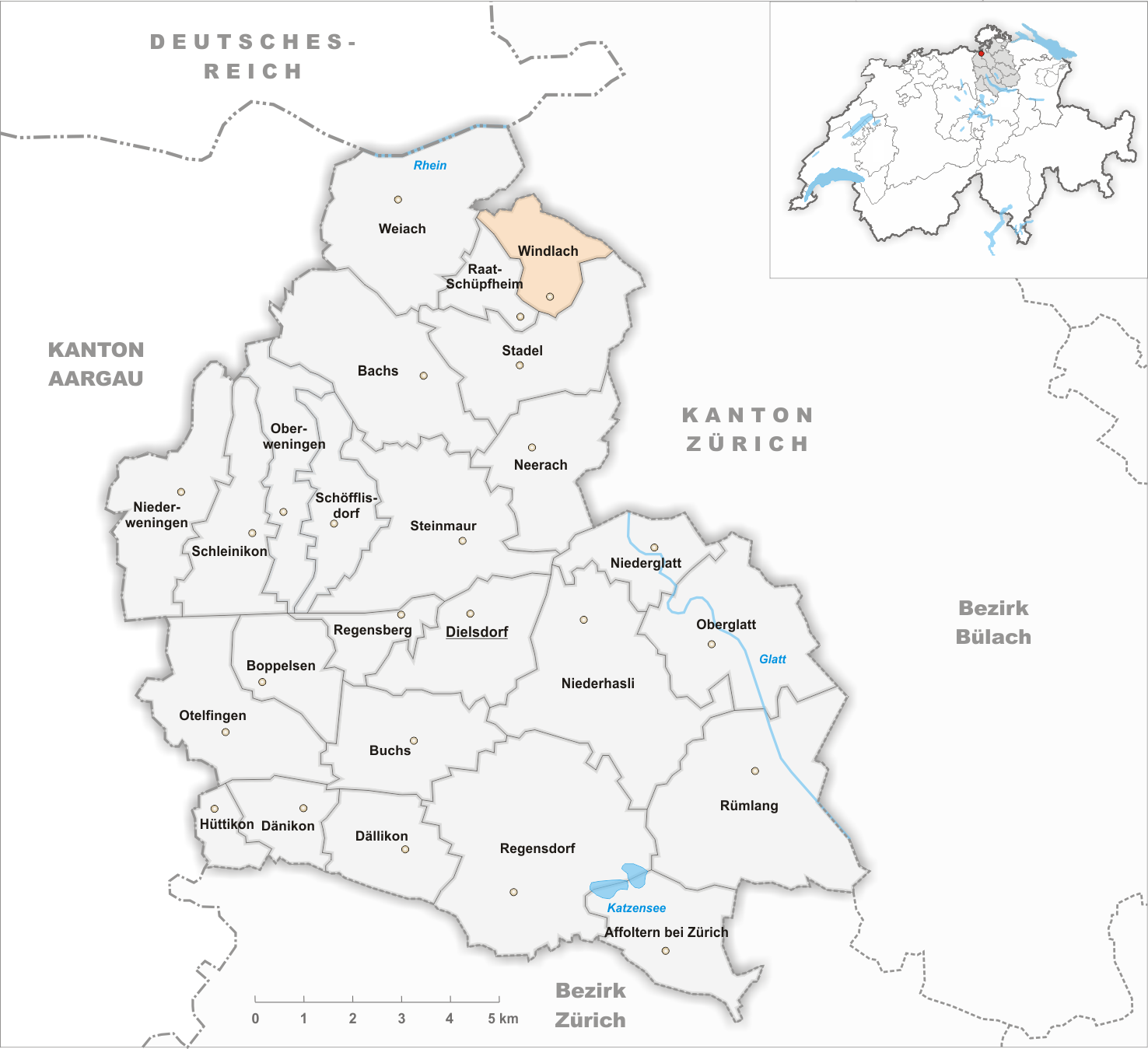
Gemeindestand vor der Fusion am 1. Januar 1907

Historisches Luftbild von Werner Friedli (1950)

Windlach ist eine Ortschaft in der politischen Gemeinde Stadel im Bezirk Dielsdorf, Kanton Zürich, Schweiz.

## Geschichte und Geographie
Windlach war bis 1904 eine selbstständige politische Gemeinde und Schulgemeinde, kirchlich jedoch von jeher zu Stadel gehörend. Anfang des 20. Jahrhunderts wurde sie zusammen mit Raat und Schüpfheim mit der Gemeinde Stadel zwangsfusioniert.
Viele Windlacher fühlen sich heute noch nicht als Stadler. Das dürfte mit ein Grund dafür sein, dass Windlach bis 2010 eine von 20 übriggebliebenen Zivilgemeinden des Kantons Zürich bildete. Per 1. Januar 2010 wurde die Zivilgemeinde Windlach aufgelöst und in die Politische Gemeinde Stadel integriert.
Nördlich des Ortes Windlach liegen ausgedehnte Kiesgruben.

## Geologisches Tiefenlager für radioaktive Abfälle
Im September 2022 gab die Nagra bekannt, dass sie das Haberstal in Windlach als Endlager-Standort für Atommüll vorschlägt und bis in zwei Jahren das Rahmenbewilligungsgesuch ausarbeiten und beim Bund einreichen will.

## Sehenswürdigkeiten

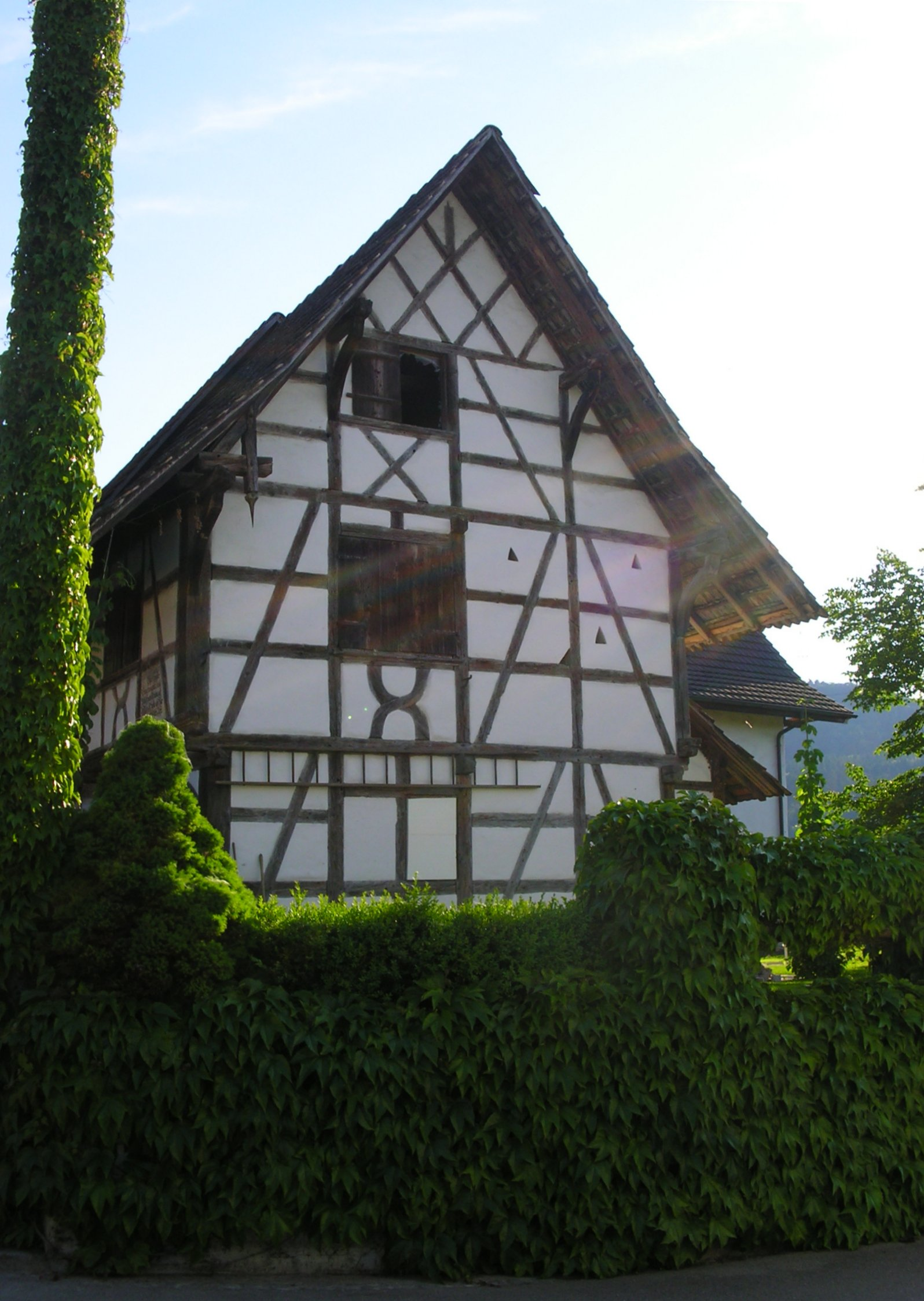
Chällbachweg
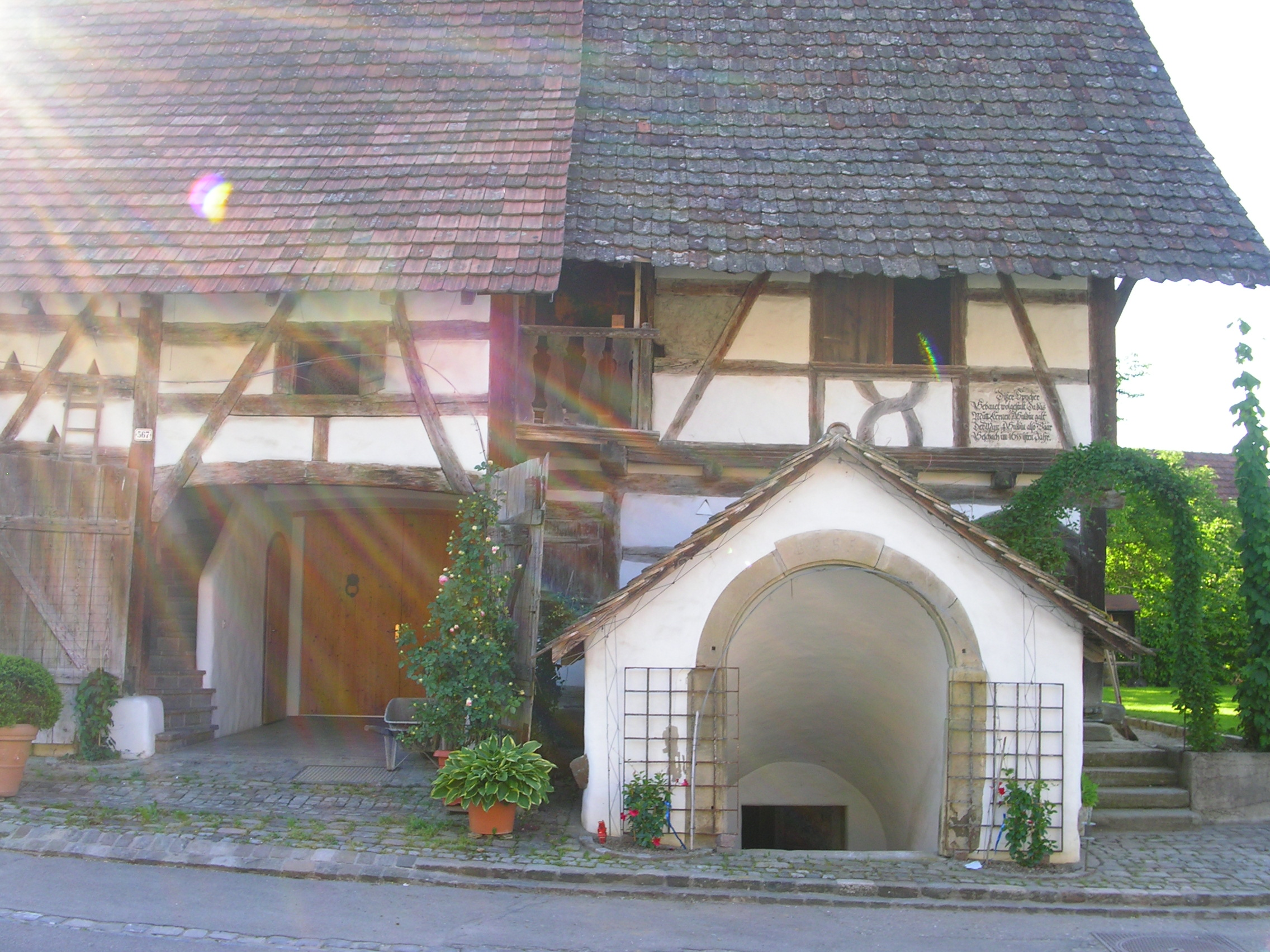
Dorfstrasse
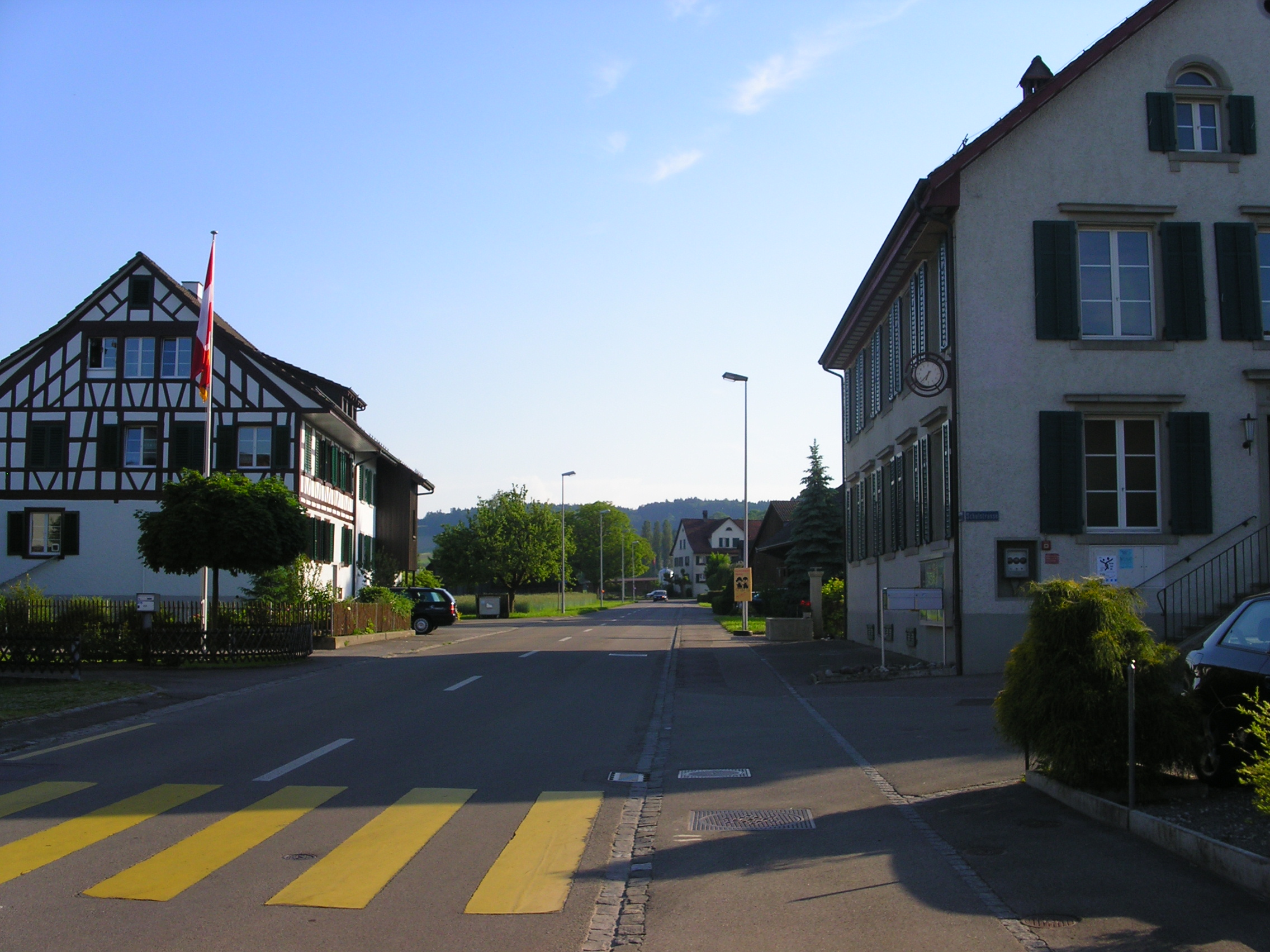
Dorfstrasse
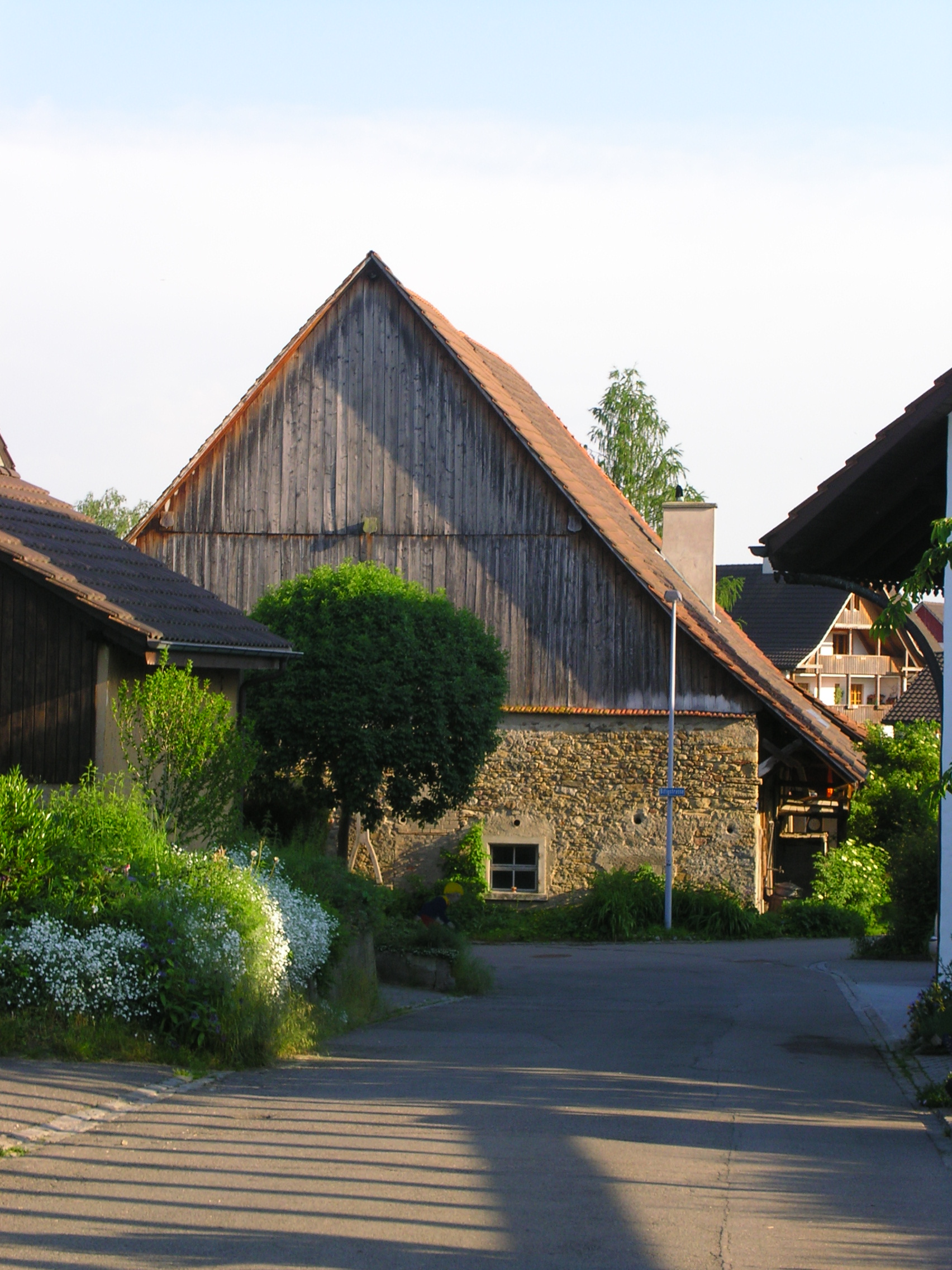
Im Birchi
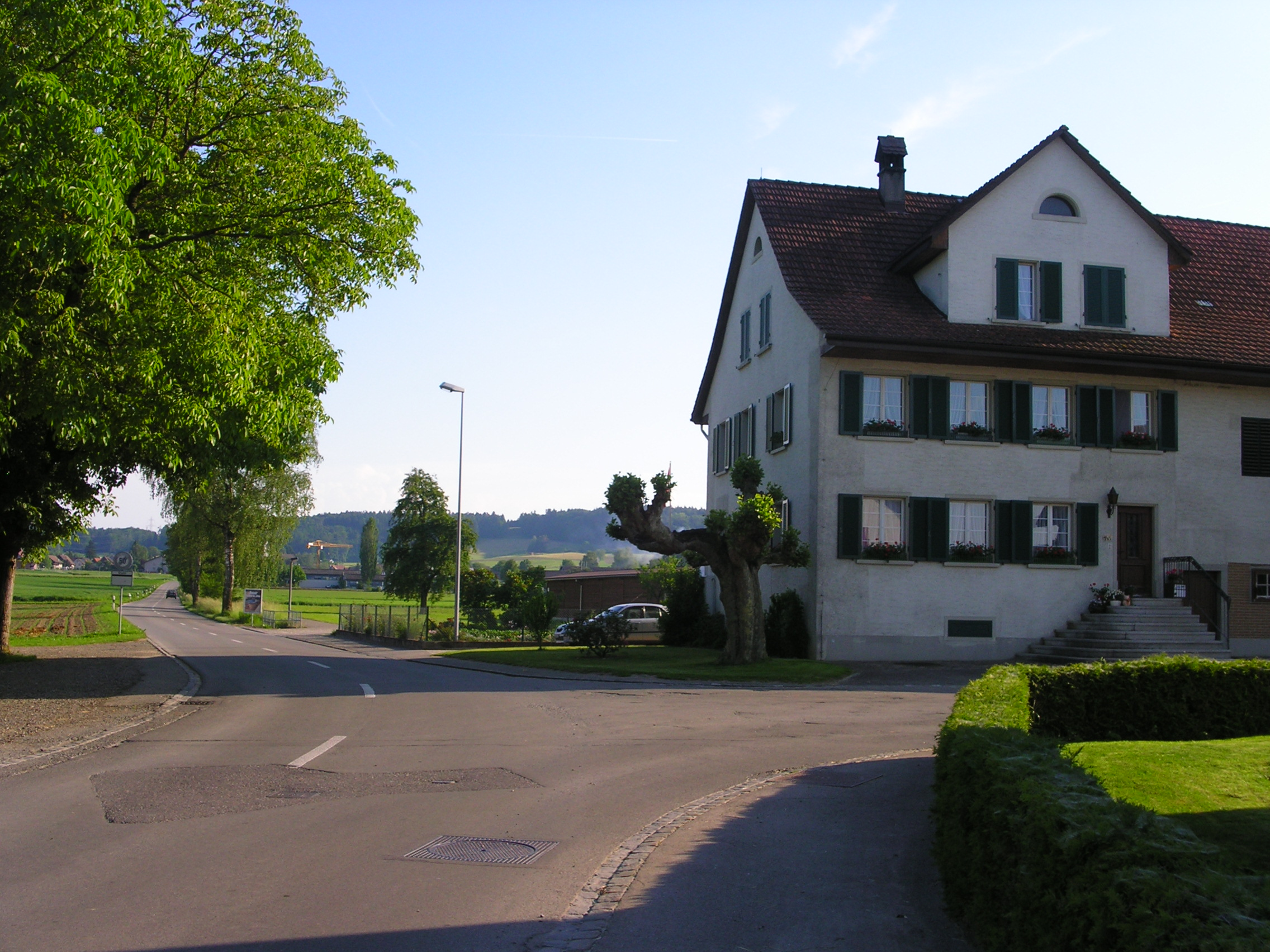
Oberdorf